# Lê Trọng Hinh
Lê Trọng Hinh, né le 3 février 1996 à Thanh Hóa, est un athlète vietnamien, spécialiste du sprint.

## Biographie
Lê Trọng Hinh nait à Thanh Hóa dans une famille pauvre de l’ethnie Muong, il ne commence l’athlétisme que tardivement et intègre l'équipe nationale en 2012.
Médaillé de bronze aux Jeux d'Asie du Sud-Est de 2013 sur 200 mètres, il remporte la médaille d'or sur cette distance lors des Jeux d'Asie du Sud-Est de 2015 à Singapour en battant son record en 20 s 89, nouveau record national. Il remporte également avec ses coéquipiers la médaille de bronze en relais 4 x 400 mètres. La même année, il remporte le titre national sur 100 m, 200 m et sur le relais 4 x 200 m.
Champion du Vietnam sur 100 m, 200 m et sur les relais 4 x 200 m et 4 x 400 m en 2016, il se blesse à un ligament en décembre 2016 et ne dispute pas les Jeux d'Asie du Sud-Est de 2017. Il remporte, avec son club de Thanh Hoa, le titre national en relais 4 x 200 m en 2021.

### Records
| Épreuve    | Performance | Lieu      | Date         |
| ---------- | ----------- | --------- | ------------ |
| 100 mètres | 10.48       | Hanoï     | 12 août 2014 |
| 200 mètres | 20.89       | Singapour | 10 juin 2015 |
| 400 mètres | 47.47       | Hanoï     | 19 août 2015 |